# الدوري الجنوبي لكرة القدم 1900–01
الدوري الجنوبي لكرة القدم 1900–01 (بالإنجليزية: 1900–01 Southern Football League)‏ هو موسم من الدوري الجنوبي الممتاز. فاز فيه نادي ساوثهامبتون.